# Dante Conte
Dante Conte (San Pier d'Arena, 27 febbraio 1885 – San Pier d'Arena, 4 gennaio 1919) è stato un pittore italiano.

## Biografia
Dante Mosè Conte nacque a San Pier d’Arena il 27 febbraio 1885 nella numerosa e umile famiglia di un operaio dell'Ansaldo, il secondo nome Mosè, con cui venne iscritto all'anagrafe e battezzato, non fu mai usato dall'artista,
tanto meno per firmare i suoi quadri che egli firmò, spesso in rosso: Dante Conte, D. Conte, Conte Dante, C. Dante e che altrettanto frequentemente lasciò senza firma; pertanto si può affermare che le opere firmate Dante Mosè Conte non sono autografe.
Si formò dapprima presso il pittore Angelo Vernazza, poi nel 1900 studiò per un anno all'Accademia ligustica di belle arti, diretta allora da Alfredo Luxoro, figlio del pittore Tammar Luxoro, dove frequentò le lezioni di Tullio Salvatore Quinzio direttore della scuola di nudo e fratello del pittore Orazio Quinzio.
Ottenuta una borsa di studio, poté vivere, non senza difficoltà, cinque anni a Firenze dove presso l'Accademia di belle arti perfezionò i suoi studi particolarmente seguito da Augusto Rivalta, allora titolare della classe di scultura.

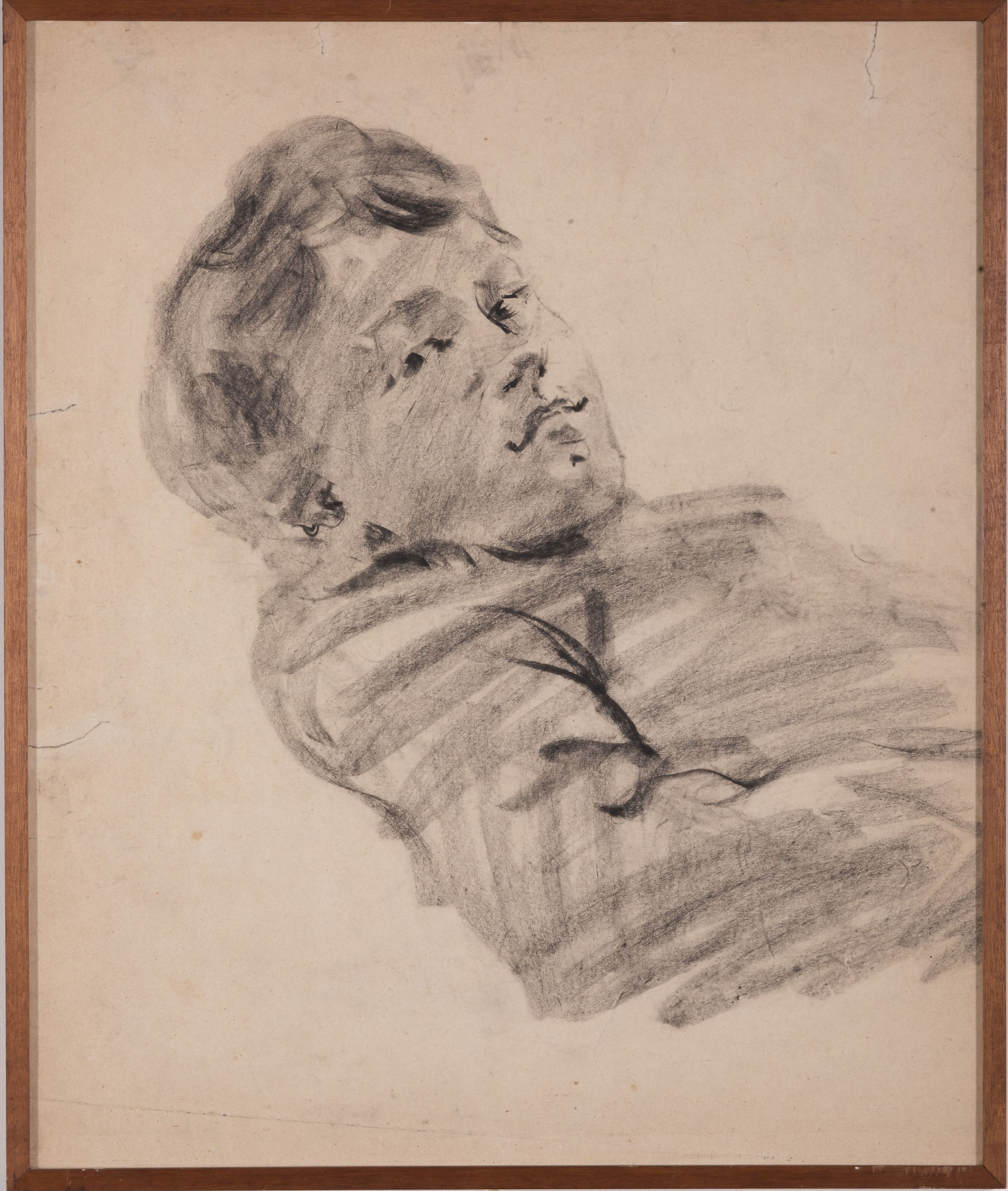
Dante Conte, Volto di giovane

Dopo la preparazione fiorentina, per il desiderio di conoscere di più, fece un breve viaggio a Parigi, dove, colpito dall'impressionismo e in particolar modo da Cézanne, abbracciò quella corrente.
Si recò anche a Londra dove riuscì a mantenersi eseguendo ritratti, noto è quello eseguito per l'allora ambasciatore Rolando Ricci, ma a parte una certa ammirazione per Alfred East e per Frank Brangwyn, lì non subì lo stesso fascino per il suo ambiente artistico come invece gli era capitato a Parigi.
Alla fine del 1906 tornò a Genova e quindi a San Pier d’Arena dove lo stesso Municipio gli concesse un locale dove aprire un suo studio, la stanza piccola e buia non si accordava però con il suo desiderio di dipingere paesaggi dal vero, perciò la lasciò preferendo prendere in affitto una casetta sulle alture di Sampierdarena, vicino alla villa del pittore Vernazza, da cui poter agevolmente dipingere all'aperto.
La pigione dell'immobile però, contribuì a peggiorare ulteriormente la sua già problematica situazione economica, inoltre l'incomprensione dell'innovazione della sua arte ormai lontana dal classicismo barabiniano ancora dominante nei gusti della cittadina, lo fecero cadere in una certa depressione.
Nel 1915, fu richiamato come artigliere a combattere la prima guerra mondiale, a causa del suo stato di salute precario non partecipò ai combattimenti in trincea tipici della Grande guerra e anche se regolarmente arruolato rimase spesso ricoverato all'ospedale militare; non lasciò del tutto l'arte nemmeno in quel periodo come testimoniato da vari disegni di commilitoni e altri soldati.
Con l'armistizio tornò a casa,  lì la situazione difficile creata dal pesante conflitto non lo aiutò a migliorare quella sua personale, inizio così a vivere in una condizione di povertà e di isolamento che non gli consentiva nemmeno di comprarsi le tele e i colori.
Già in poca salute a causa delle privazioni, si ammalò dell'influenza spagnola che in quel periodo stava devastando il mondo, il suo fisico debilitato non resse l'epidemia che per pochi giorni. Fu trovato alle prime ore di un freddo giorno, il 4 gennaio 1919, con una grave emorragia polmonare e anche se portato presso la vicina casa del Vernazza per agevolarne le cure, morì trentatreenne alle undici dello stesso mattino.
Alle undici di sera dello stesso giorno, dopo aver detto:<<È morto Dante, posso morire anche io>>. Moriva anche il pittore Arnaldo Castrovillari, i due si erano conosciuti durante gli studi all'Accademia di Firenze, erano divenuti amici e sempre rimasti in contatto.
Furono seppelliti insieme a spese del comune presso il Cimitero della Castagna.

## Attività artistica

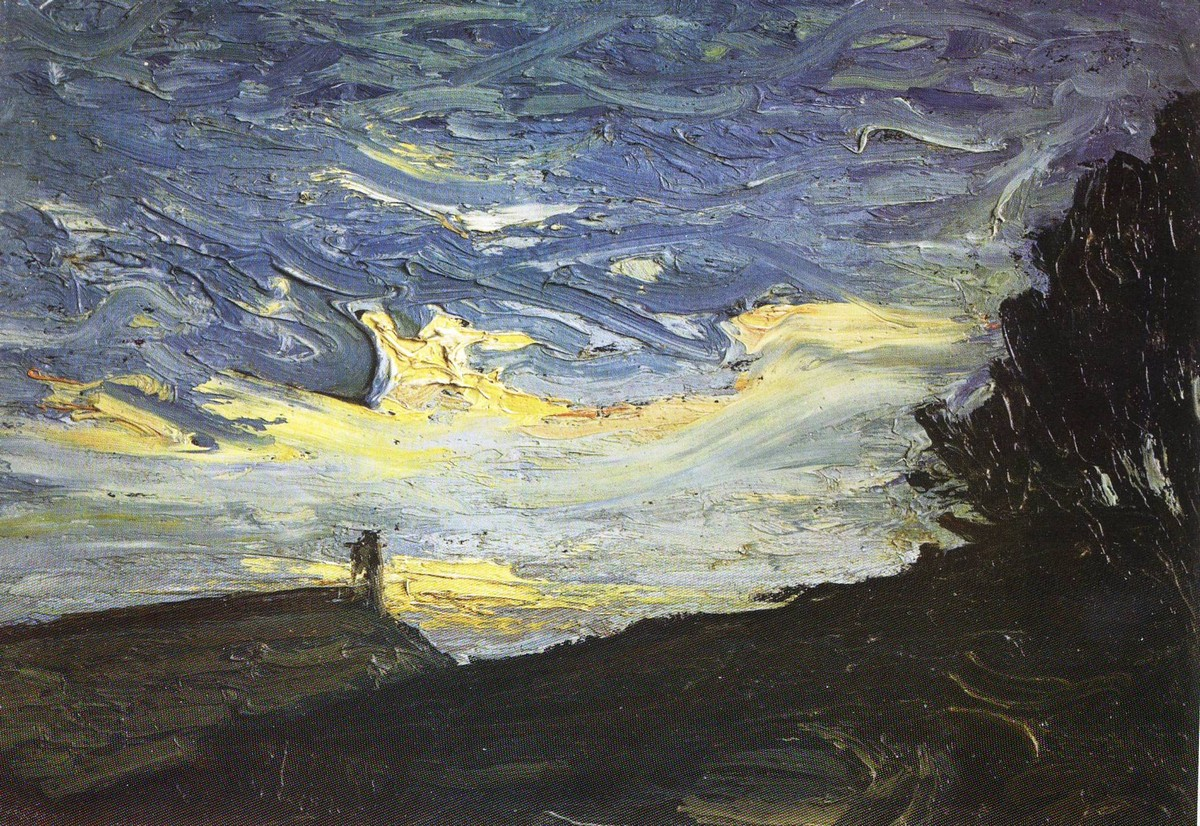
Tramonto tempestoso

Apparentemente «accanito disegnatore», le opere note sono intorno alle duecento, segnate con pochi tratti capaci di grande espressività e di grande rilievo plastico con il quale ottiene delle sfumature capaci di mettere in forte risalto e con particolare densità i tratti, prevalentemente: dei muscoli, dei volti o delle mani, nei fatti, si dovette accontentare della tecnica del carboncino perché più economica, ciò gli permise anche di potersi esprimere fuori dagli schemi con animo più sereno; rarissimi i pastelli.
Nei suoi dipinti a olio, oltre un centinaio tra tele, cartoni e molto raramente tavole, dipinse prevalentemente ritratti, generalmente eseguiti con pennellate ampie e materiche con le quali fissava sulla tela il suo interesse per l'introspezione psicologica e la volontà di scavare nel dramma umano dei suoi soggetti, e paesaggi, nei quali al contrario si concedeva un maggior lirismo e ad un più pacato abbandono.
Conte, che visse la crisi dei valori pittorici ottocenteschi, senza però aderire alle avanguardie che pur conobbe, fece scelte pittoriche moderne (di matrice impressionista e post-impressionista) che riscontrarono poco successo presso il fruitore artistico tipo del periodo, come naturale per una «esperienza che fu di estrema intensità e insieme di gelosa segretezza» Non fu quindi mai del tutto influenzato né dal divisionismo, che però caratterizzò personalmente in alcune sue opere, né dal futurismo, a proposito del quale, nel momento del suo massimo imperversare, dichiarò: «Il vero futurismo è l'impressionismo, l'arte del divenire».
La difficile situazione economica e l'auto-isolamento, insieme al dubbio di assecondare le committenze o continuare ad esprimersi in modo più libero, aumentarono la frustrazione data dalla consapevolezza di fare bene ma di non essere compreso nella sua terra storicamente poco incline ad accettare le novità e contribuirono a tenerlo lontano da mostre, riconoscimenti e mercato, l’essere ignorato dalla critica, di conseguenza significò subire un peggioramento della già precaria situazione economica che lo fece ulteriormente cadere in depressione facendogli mancare i circuiti che potevano portarlo alla meritata fama. Su questo tema, neppure gli amici e tra loro su tutti il Castrovillari che fu il più assiduo, riuscirono ad aiutarlo.

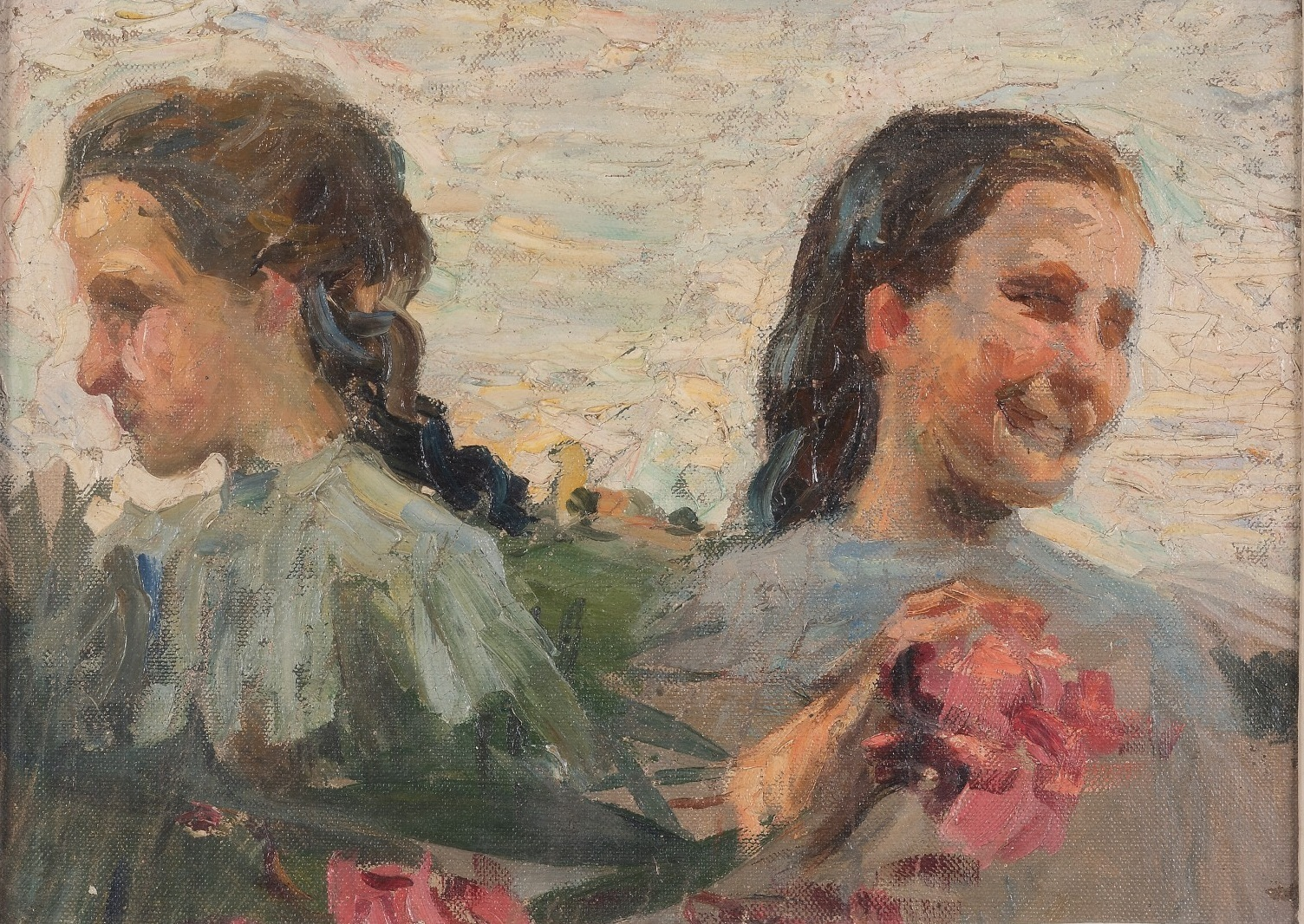
Le Gemelle

Per questo, la sua arte, proiettata nel futuro, fu pressoché misconosciuta dalla storiografia dell’arte del periodo ma, come spesso accade rivalutata, sebbene non ancora con il meritato tributo, nei periodi seguenti. Per lui questo avvenne a partire dal 1933, con una retrospettiva che diede finalmente spazio alle sue capacità di artista, anche se la conoscenza rimase per il momento ancora legata al solo ambiente di origine e lontano dalla valutazione dei più grandi circuiti dell’arte. Una seconda mostra fu organizzata nel 1937 e ripetuta nel 1952. Il Comune di Sampierdarena preparò una mostra nel 1967 e un'altra dove si raccolsero circa sessanta quadri e numerosi disegni nel 1974.
Il Comune di Genova, tramite l'Assessorato alla Comunicazione e Promozione della Città e la Circoscrizione II Centro Ovest, nel 2005 presso il Teatro Gustavo Modena, gli dedicò una mostra di quarantacinque quadri e undici disegni, una monografia a colori con intervento critico di Germano Beringheli, biografia a cura di Mario Chianese e bibliografia da una ricerca minuziosa del responsabile della Biblioteca Civica Francesco Gallino di Genova Sampierdarena.
Sue opere sono presenti presso il Comune di Sampierdarena, nella Galleria d’Arte Moderna di Nervi e presso l’Ospedale civile di Sampierdarena, la maggior parte però è ancora divisa in un paio di collezioni principali.  I pezzi che furono di Manlio Diana (industriale manifatturiero, poi diventato l'ultimo sindaco di San Pier d'Arena), suo mecenate come era stato anche Antonino Ronco (sindaco e poi senatore), a parte qualcuno ancora in mano agli eredi, sono ora nella collezione di Mario Chianese, da sempre suo studioso.